# Pierre-Charles Comte
Pierre Charles Comte (Lione, 23 aprile 1823 – Fontainebleau, 30 novembre 1895) è stato un pittore francese.

## Vita e opera
Pierre Charles Comte fu inizialmente allievo di Claude Bonnefond all'École des Beaux-Arts di Lione dal 1840 al 1842 e, successivamente, allievo di Joseph Nicolas Robert-Fleury a Parigi. Come pure Robert-Fleury, Comte si dedicò alla pittura di genere storico e nel 1847 espose una Lady Jane Grey, che, grazie alla sua composizione eccellente, al disegno corretto e alle vivide caratteristiche, suscitò aspettative che poi realizzò nei quadri Enrico III. Incontro con il duca di Guisa (1855, a Lussemburgo), Giovanna d'Arco all'incoronazione di Carlo VII (1861, Museo di Reims) e Eleonora d'Este, vedova del duca di Guisa, che fa giurare suo figlio Enrico, per vendicare il padre assassinato (1864, museo di Lione).
Altre immagini di Comte comprendono:
- Visita di Francesco I e della duchessa d'Étampes a Benvenuto Cellini, 1857
- Carlo IX spinto dalla madre a decidere un matrimonio di sangue
- L'ultima visita di Carlo V al Castello di Gand dopo la sua abdicazione, 1866
- Zingari davanti al malato Luigi XI, 1869
- Caterina de' Medici al castello di Chaumont
- Marie Touchet, 1870
- La leggenda dei guanti avvelenati della regina Giovanna di Navarra, madre di Enrico IV.
- La nipote di Don Chisciotte, 1877
- Nobili fiorentini ecco Dante, 1883